# 댄 애리얼리

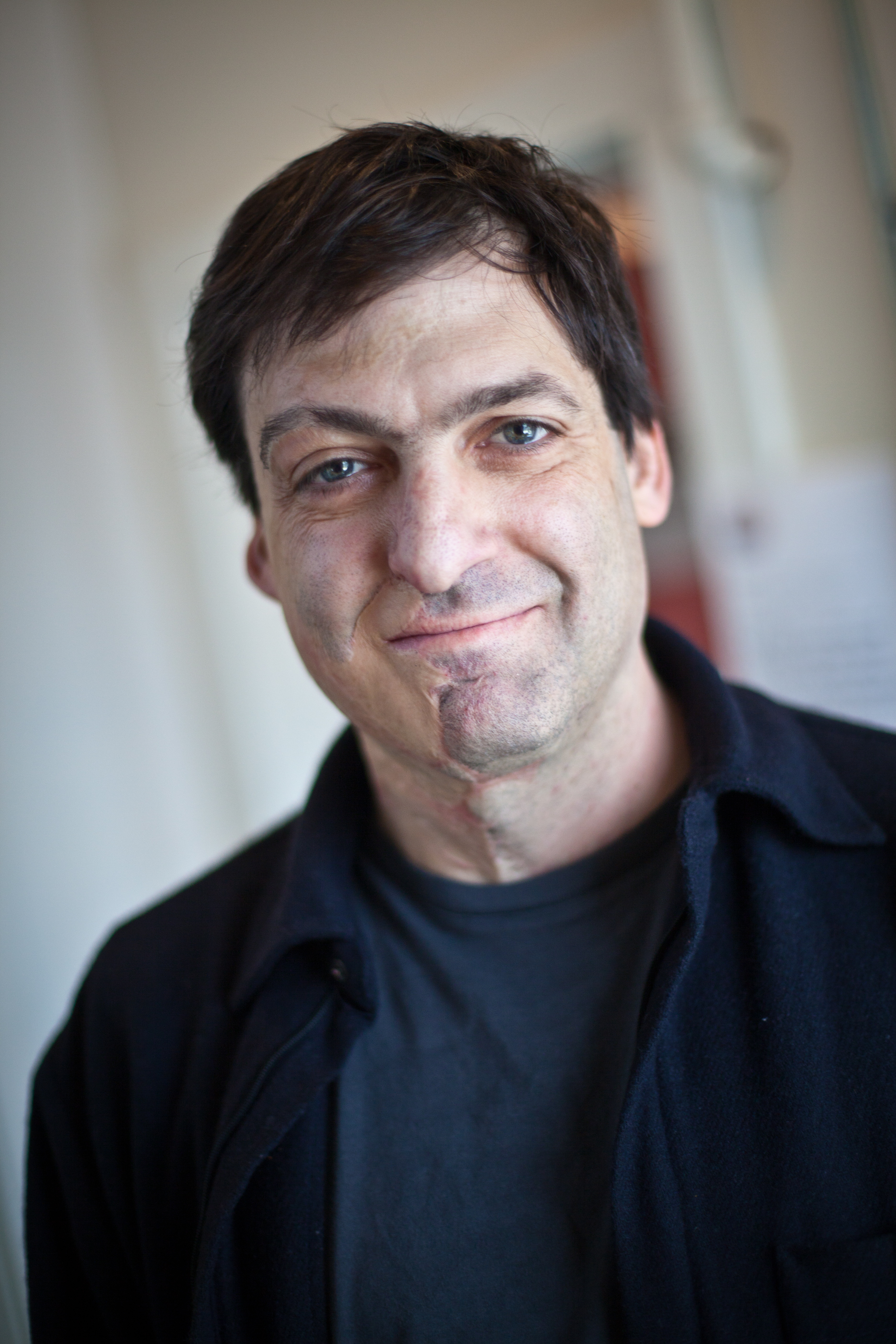
Dan Ariely (PopTech 2010)

댄 애리얼리(Dan Ariely, 1967년 4월 29일 ~ )는 심리학과 행동경제학을 가르치는 교수다. 미국 듀크대에서 강의하고 있고, The Center for Advanced Hindsightd의 설립자이다.